# Luva de Ouro
A Luva de Ouro é um prêmio criado pela FIFA para distinguir o melhor guarda-redes de uma Copa do Mundo.
Entre as Copas do Mundo de 1994 e 2006, a premiação foi denominada Troféu Lev Yashin, em homenagem a Lev Yashin, guarda-redes soviético nas Copas de 1958 a 1970. O primeiro agraciado foi o belga Michel Preud'Homme, por seu desempenho na Copa do Mundo de 1994. Já o espanhol Iker Casillas, na Copa do Mundo de 2010, foi o primeiro a receber a premiação com o novo nome.
Até a criação da premiação, era considerado o melhor goleiro da Copa aquele que tivesse sido eleito oficialmente para o time hipotético que reuniria os melhores jogadores da competição por posição, uma vez que havia a escolha de apenas um goleiro.

## Goleiros eleitos para o time da Copa (1930-1990)
| Copa do Mundo           | Vencedor                                |
| ----------------------- | --------------------------------------- |
| Uruguai 1930            | Enrique Ballesteros ( Uruguai)          |
| Itália 1934             | Ricardo Zamora ( Espanha)               |
| França 1938             | František Plánička ( Tchecoslováquia)   |
| Brasil 1950             | Roque Máspoli ( Uruguai)                |
| Suíça 1954              | Gyula Grosics ( Hungria)                |
| Suécia 1958             | Harry Gregg ( Irlanda do Norte)         |
| Chile 1962              | Viliam Schrojf ( Tchecoslováquia)       |
| Inglaterra 1966         | Gordon Banks ( Inglaterra)              |
| México 1970             | Ladislao Mazurkiewicz ( Uruguai)        |
| Alemanha Ocidental 1974 | Jan Tomaszewski ( Polónia)              |
| Argentina 1978          | Ubaldo Fillol ( Argentina)              |
| Espanha 1982            | Dino Zoff ( Itália)                     |
| México 1986             | Harald Schumacher ( Alemanha Ocidental) |
| Itália 1990             | Sergio Goycochea ( Argentina)           |

## Troféu Lev Yashin (1994-2006)
| Copa do Mundo              | Vencedor                      |
| -------------------------- | ----------------------------- |
| Estados Unidos 1994        | Michel Preud'homme ( Bélgica) |
| França 1998                | Fabien Barthez ( França)      |
| Coreia do Sul / Japão 2002 | Oliver Kahn ( Alemanha)       |
| Alemanha 2006              | Gianluigi Buffon ( Itália)    |

## Luva de Ouro (2010-)
| Copa do Mundo      | Vencedor                       |
| ------------------ | ------------------------------ |
| África do Sul 2010 | Iker Casillas ( Espanha)       |
| Brasil 2014        | Manuel Neuer ( Alemanha)       |
| Rússia 2018        | Thibaut Courtois ( Bélgica)    |
| Catar 2022         | Emiliano Martínez ( Argentina) |